# Елич, Петар
Пе́тар Е́лич (серб. Петар Јелић; 18 октября 1986, Модрича, СФРЮ) — боснийский и сербский футболист, нападающий.

## Карьера

### Клубная
Футболом начал заниматься в футбольной школе клуба «Модрича» из своего родного города. Летом 2006 года подписал контракт с немецким «Нюрнбергом», но сразу был отдан в аренду в «Карл Цейсс», представляющим вторую Бундеслигу. В Йене Петар выступал в основном за дублирующий состав, проведя за первую команду всего один матч с «Кёльном», завершившийся поражением со счётом 1:2. Вернувшись из аренды, Елич так и не смог пробиться в основной состав «Нюрнберга» и 1 августа 2007 года перешёл в белградский «ОФК», за который выступал на протяжении трёх сезонов. В июне 2010 года подписал трехлетний контракт с представляющей российский Первый дивизион нижегородской «Волгой». Первый матч за нижегородцев сыграл 2 августа с астраханским «Волгарём-Газпромом», выйдя на поле на 58-й минуте вместо Олега Кожанова. В феврале 2011 года Петар отправился в полугодичную аренду в тбилисское «Динамо», по возвращении из которой был выставлен руководством «Волги» на трансфер, однако в итоге остался в клубе. Позднее играл в Сербии и Китае. В сезоне 2014/15, выступая за «Рад», забил 5 голов в игре чемпионата Сербии против «Вождоваца» (6:1), что стало рекордом в новейшей истории чемпионата.

### В сборной
Выступал за молодёжную сборную Боснии и Герцеговины. Первый матч за неё сыграл в семнадцатилетнем возрасте 8 октября 2004 года в отборочном матче к молодёжному чемпионату Европы 2006 года со сборной Сербии, завершившемся поражением боснийцев со счётом 1:3. Свой первый мяч за молодёжку забил 25 марта 2005 года в матче с Бельгией, отличившись на 56-й минуте матча. За национальную сборную дебютировал 26 мая 2006 года, выйдя на замену на 67-й минуте в товарищеской игре с Южной Кореей, завершившейся победой команды Дика Адвоката со счётом 2:0. В январе 2007 года заявил, что из-за сложных отношений с болельщиками больше не будет выступать за сборную Боснии и Герцеговины.

## Достижения
- Обладатель Кубка Германии: 2006/07[12]
- Второе место в Первом дивизионе ПФЛ: 2010

## Личная жизнь
Его отец — Милан Елич. С 2006 по 2007 год являлся президентом Республики Сербской, а также возглавлял футбольные союзы Республики Сербской и Боснии и Герцеговины.

## Матчи за сборную
| # | Дата        | Место                                   | Соперник         | Результат | Турнир            |
| - | ----------- | --------------------------------------- | ---------------- | --------- | ----------------- |
| 1 | 26 мая 2006 | «Стадион Кубка Мира», Сеул, Южная Корея | Республика Корея | 0:2       | Товарищеский матч |
| 2 | 31 мая 2006 | «Азади», Тегеран, Иран                  | Иран             | 2:5       | Товарищеский матч |